# HelpNDoc
HelpNDoc è un software pubblicato dalla IBE Software, una società con sede in Francia, in grado di generare vari formati di file da un'unica fonte, tra i quali: Chm, HTML, Doc, Pdf, EPub e documenti compatibili con i dispositivi di telefonia mobile.

La sua prima versione è uscita il 10 dicembre 2004 ma era in grado di sviluppare solamente file di tipo Chm e Pdf, successivamente il 16 maggio 2009, nella versione 2.0, sono stati introdotti tutti gli odierni formati di conversione.

## Requisiti di sistema
HelpNDoc funziona esclusivamente su sistemi operativi Windows, i requisiti consigliati sono:
- Windows XP, Windows Vista, Windows 7 o Windows 8
- 512 MB di RAM
- 80 MB di spazio libero su disco
- Risoluzione dello schermo di 1024x768 px o superiore